# Wary de Dommartin
Wary de Dommartin OSB (auch Vary de Dommartin, Waricus de Dommartin oder Warry de Dommartin; * 1422 auf Schloss Dommartin bei Neufchâteau; † 7. Juli 1508 in Gorze) war ein französischer römisch-katholischer Geistlicher und erwählter Bischof von Verdun.

## Leben
Er war der zweite Sohn des Seigneur de Dommartin. In der Abtei Saint-Évre-lès-Toul wurde er in den Benediktinerorden aufgenommen. Er wurde zum Studium nach Paris geschickt, wo er Geisteswissenschaften studierte, aber ebenso den weltlichen Angelegenheiten nachging.
Nachdem er die Gunst von Kardinal Giuliano della Rovere, dem Neffen von Papst Sixtus IV. und dessen Legat in Frankreich, gewonnen hatte, erhielt er die Priorate Varangéville, Dame-Marie und Châtenoy; außerdem erhielt er die Abtei Gorze, die ihm der Kardinal überließ.
Wary de Dommartin wurde am 12. Juli 1499 zum Koadjutor-Bischof von Verdun ernannt. Sein Vorgänger Guillaume de Haraucourt starb am 2. Februar 1500. Vary de Dommartin kam nach Verdun, legte dem Kapitel seine Ernennungsurkunde vor und wurde, unterstützt durch die Empfehlung des Herzogs von Lothringen, als Bischof anerkannt. Am 26. September des folgenden Jahres übernahm Wary de Dommartin die Leitung des Bistums. Wary de Dommartin empfing nie die Bischofsweihe und zelebrierte auch nie in bischöflichen Gewändern.
Er starb am 7. Juli 1508 in der Abtei Gorze.

## Wirkung

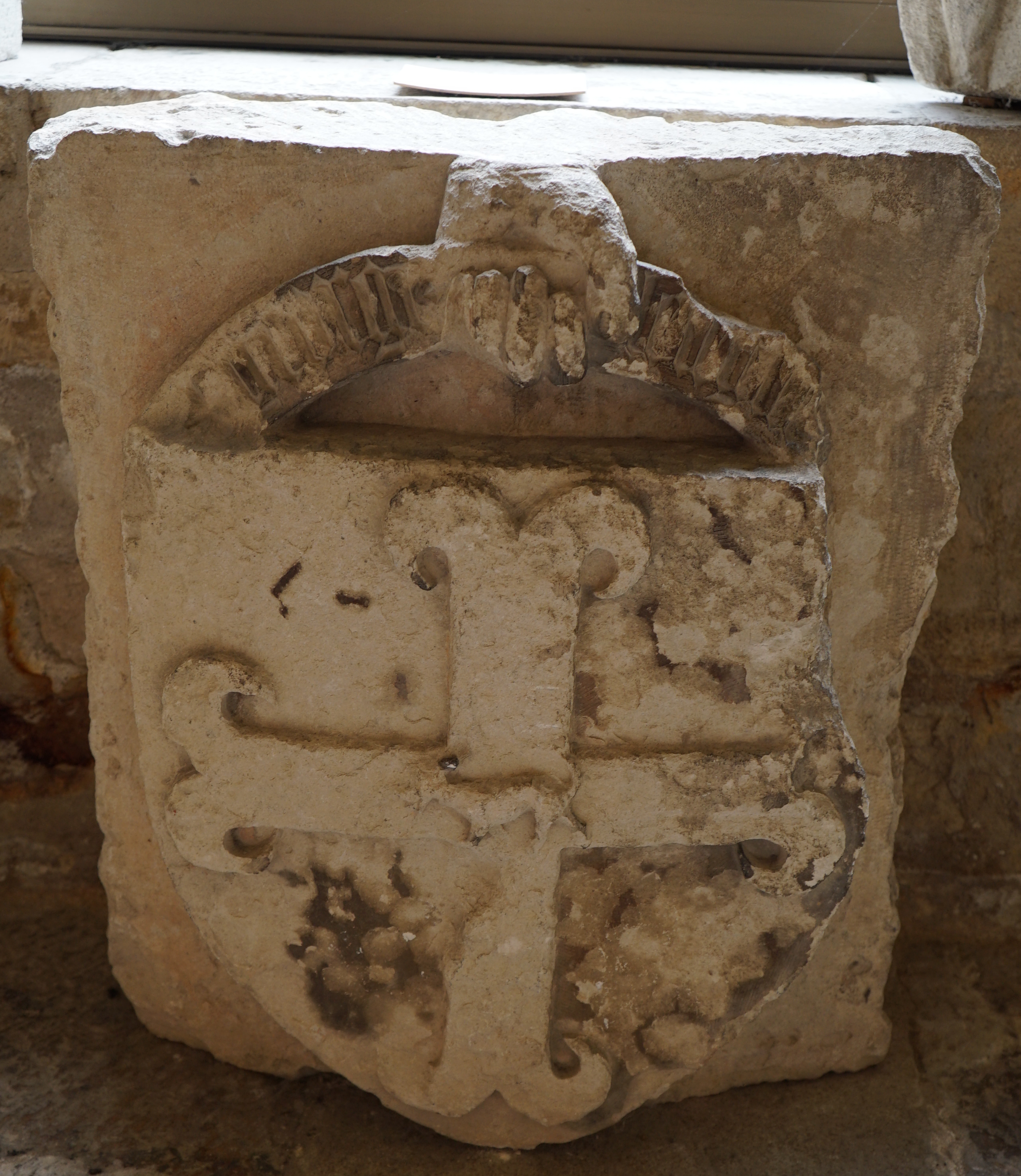
Wappen von Wary de Dommartin, ehemals an der Fassade der Kathedrale von Toul angebracht.

Der Beitrag von Warin de Dommartin zur Vollendung der gotischen Kathedrale Saint-Étienne in Toul wird durch sein Wappen am Westmassiv bezeugt. Dieses Wappen wurde am 14. Juli 1500 angebracht. Der Kalksteinblock mit dem Wappen von Wary de Dommartin ist heute im Lapidarium des Kunst- und Geschichtsmuseums von Toul ausgestellt.